# Cteipolia sacelli
Cteipolia sacelli là một loài bướm đêm trong họ Noctuidae.